# خايرو مارتينيز
خايرو مارتينيز (بالإسبانية: Jairo Martínez)‏ (14 مايو 1978 بلا سيبا في هندوراس - ) هو لاعب كرة قدم هندوراسي في مركز الهجوم، شارك في الألعاب الأولمبية الصيفية 2000. وشارك مع منتخب هندوراس لكرة القدم. أما مع النوادي، فقد لعب مع كوفنتري سيتي ونادي موتاجوا ‏ ونادي ديبورتيفو أوليمبيا واستوديانتس دي التاميرا ‏.

## وصلات خارجية
- خايرو مارتينيز على موقع الاتحاد الدولي (مؤرشف)  (الإنجليزية)
- خايرو مارتينيز على موقع قاعدة بيانات كرة القدم.إي يو (الإنجليزية)
- خايرو مارتينيز على موقع ناشيونال فوتبول تيمز (الإنجليزية)
- خايرو مارتينيز على موقع Soccerbase.com (لاعب) (الإنجليزية)
- خايرو مارتينيز على موقع عالم كرة القدم.نت (الإنجليزية)
- خايرو مارتينيز على موقع أوليمبيديا (الإنجليزية)